# Mas Oller (Sant Martí de Centelles)
El mas Oller és una masia d'origen medieval (entre segles x i xi) de Sant Martí de Centelles (Osona) inclosa a l'Inventari del patrimoni arquitectònic de Catalunya, protegida com a bé cultural d'interès local.

## Descripció
El mas Oller és un conjunt d'edificacions que conformen un gran mas i un seguit d'estructures annexes. Aquest grup presenta una planta rectangular orientada d'est a oest formada per l'annexió de tres cossos edificats.
El mas original presenta una planta quadrada, amb diverses portes d'accés a les dues bandes i antics finestrals gòtics, més una columna romànica. La coberta és a doble vessant i de teula aràbiga i l'estructura es troba organitzada en planta baixa, primer pis i golfes. A la cara nord s'hi obren dues portes de punt rodó amb llinda de pedra roja de Tagamanent, ben treballada; també una balconada i dos finestrals, amb un arrebossat. Aquest espai actualment encara és habitat, funcionant com a mas residencial de la família Sentias. El cos mitjà és de factura més moderna, està format per diverses dependències i una balconada i gran part de la coberta es troba en runes. El cos est, inicialment de planta rectangular i allargada, estava format per 10 finestres cobertes amb volta d'obra, una de les quals va ser convertida en porta i una altra en balconada. Aquesta estructura també ha perdut part de la coberta.

## Història
Les primeres evidències històriques d'aquest mas es recullen a l'arxiu patrimonial de la família Sentias, datades entorn dels segles x i xi, sota el cognom Oller, i també trobem registres a un conjunt de documents de la parròquia de Sant Pere de Valldaneu. Gràcies a la documentació, la família Oller mantingué una contínua activitat tant econòmica com social a Valldaneu, amb les famílies dels masos de l'entorn.
En un fogatge del 1553 apareixen els noms de 14 famílies de la parròquia d'on es destaquen els noms de: Joana Valldeneu, Guillem Esglésies, Pere Joan Oller, Miquela Castellar Subirà i Elisabet Castellar Jussà. El moment de gran auge del mas fou en època moderna i coincideix amb un període de gran activitat humana a tota la zona i de gran activitat constructiva que va suposar una remodelació important de part de les estructures del mas. Les noves dependències es van ordenar seguint una disposició en horitzontal i cap a llevant.
Una datació aproximada del conjunt de les noves estructures, segurament destinades a magatzems, espais per al bestiar i les estances superiors com a pisos de jornalers seria al segle XVII o XVIII, moment de gran auge de la pagesia catalana. La documentació conservada a l'Arxiu Oller evidencia la gran activitat agrícola de la zona amb la contractació de jornalers que treballarien als camps i que viurien al mateix mas durant l'època de la collita.
El mas Oller, després de la unió matrimonial de la pubilla Oller amb l'hereu Sentias del mas el Presseguer a finals del segle xix, esdevingué a ser centre neurològic culminant, en principis del segle xx, com eix d'impulsor demogràfic i econòmic de la Colònia Oller, cosa que permet la construcció de cases i edificis d'estiueig per a famílies benestants procedents de Barcelona i de fora de Catalunya, amb la construcció de les Piscines Oller, consolidant l'statu quo de la família Sentias dins dels cercles polítics i socials de l'Espanya de la primera meitat del segle xx.
Temps més tard, el mas fou escenari dels fets tràgics en el marc històric de la Guerra Civil espanyola, on el patriarca, l'hereu i el segon fill de la família foren assassinats per un comitè revolucionari compost de militants de POUM per motius d'odi i d'enveja per part dels militants respecte a la família. Després d'acabar la Guerra Civil, el tercer fill, Julio Sentias de Encío, qui va sobreviure, es va fer càrrec del mas, que va poder recuperar notablement gràcies a la seva tasca d'administració, ampliant la masia, gestionant les Piscines Oller i posteriorment inaugurant la Piscina Can Miqueló.
Actualment, el mas continua pertanyent a la família Sentias.